# Pachychalina gracilis
Pachychalina gracilis är en svampdjursart som beskrevs av Miklucho-Maclay 1870. Pachychalina gracilis ingår i släktet Pachychalina och familjen Niphatidae. Inga underarter finns listade i Catalogue of Life.